# Fanellia granulosa
Fanellia granulosa is een zachte koraalsoort uit de familie Primnoidae. De koraalsoort komt uit het geslacht Fanellia. Fanellia granulosa werd in 1907 voor het eerst wetenschappelijk beschreven door Kinoshita. 